# Chad Lindberg
Chad Tyler Lindberg (1 de novembro de 1976, Mount Vernon, Washington) é um ator norte-americano. É mais conhecido por ter interpretado Jesse no primeiro Velozes e Furiosos e Ash, na série de televisão Supernatural.

## Biografia
Começou sua carreira de ator aclamado pela crítica como Rory in Black Circle Boys em 1997 no Sundance Film Festival. De lá, fez várias aparições em programas populares de televisão, tais como ER, Buffy the Vampire Slayer, e The X-Files. Continuou perseguindo papéis de filmes, em especial no que Sherman O'Dell, em Outubro de Céu e Jesse, um mecânico de gagueira, em The Fast and the Furious.
Mais recentemente, apareceu no papel recorrente do Chade Willingham em CSI: NY e como Ash em Supernatural. Participou no documentário de Tony Zierra de 2008 minha grande chance, que segue a carreira precoce de Lindberg, Wes Bentley, Brad Rowe e Greg Fawcett.
Participou do seriado Cold Case no quarto episódio da segunda temporada, onde interpretou Jhony, um ex-presidiario envolvido na trama principal do episódio.